# Seventeen Seconds
Albums de The Cure
Three Imaginary Boys
(1979) Faith
(1981)
Singles
1. A Forest
Sortie : 8 avril 1980[6]

Seventeen Seconds est le deuxième album studio du groupe britannique The Cure, sorti en 33 tours et cassette le 22 avril 1980.

## Composition du groupe
- Robert Smith : chant, guitare
- Simon Gallup : basse
- Lol Tolhurst : batterie
- Matthieu Hartley : claviers

## Contexte
Lors de l'enregistrement le groupe se composait de deux membres originaux, Robert Smith (guitare, chant) et Lol Tolhurst (batterie), de Simon Gallup, remplaçant Michael Dempsey à la basse, ainsi que d'un quatrième musicien qui fera partie de The Cure durant quelques mois seulement, le claviériste Matthieu Hartley.
Les sessions se sont déroulées aux studios Morgan, situés à Willesden dans le nord de Londres entre le 13 janvier 1980 et le 20 janvier 1980, le groupe travaillant 17 heures par jour, dormant sur place, ne disposant que d'un budget et d'un temps limités. Elles furent dirigées par le jeune producteur Mike Hedges, qui avait déjà travaillé en tant qu'ingénieur du son sur le premier album de Cure, Three Imaginary Boys, produit par Chris Parry, patron du label Fiction.
Mike Hedges et Robert Smith bouclèrent le mixage en trois jours au début du mois de février.
L'enregistrement de Seventeen Seconds permit à Mike Hedges de se lancer dans quelques expérimentations, mais avec une gamme d'effets sonores limitée, principalement reverb (echo) et delay (effet retard), aucun effet numérique n'étant disponible à l'époque. L'enregistrement et le mixage furent bouclés en l'espace d'une semaine.

## Réception critique et commerciale
Le disque sortit le 22 avril 1980 et atteignit la 20e place du classement des meilleures ventes d'albums en Grande-Bretagne. Le single A Forest se classa lui 31e faisant de cette chanson le premier hit du groupe dans son pays, et devenant par la suite un classique de The Cure et l'un des favoris du public lors des concerts.
En 2000, le magazine Q a placé Seventeen Seconds au n° 65 dans sa liste des 100 meilleurs albums britanniques.
Il est cité dans l'ouvrage de référence de Robert Dimery, Les 1001 albums qu'il faut avoir écoutés dans sa vie.

## Édition remastérisée
Le 26 avril 2005 sort une édition remastérisée avec un deuxième CD incluant des versions inédites des titres de l'album original (des démos ou des enregistrements en concert) ainsi que les deux chansons sorties avec le projet Cult Hero, en version studio et en concert,.

## Liste des titres (album original)
Tous les titres ont été écrits et composés par Simon Gallup, Matthieu Hartley, Robert Smith, Laurence Tolhurst.
| 1. | A Reflection (instrumental) | 2:12 |
| 2. | Play For Today              | 3:40 |
| 3. | Secrets                     | 3:20 |
| 4. | In Your House               | 4:07 |
| 5. | Three                       | 2:36 |

| 6.  | The Final Sound (instrumental) | 0:52 |
| 7.  | A Forest                       | 5:55 |
| 8.  | M                              | 3:04 |
| 9.  | At Night                       | 5:54 |
| 10. | Seventeen Seconds              | 4:00 |

## Liste des titres (Deluxe Edition - 2005)

### CD 1 - The Original Album
Liste identique à celle de l'album original

### CD 2 - Rarities 1979-1980
Tous les titres ont été écrits et composés par Simon Gallup, Matthieu Hartley, Robert Smith, Laurence Tolhurst sauf 1,2,8 et 9 écrits et composés par Robert Smith seul.
| No  | Titre | Durée |
| --- | --- | ----- |
| 1.  | I'm a Cult Hero (Face A du 45 tours de Cult Hero, 12/1979)                                                    | 2:59  |
| 2.  | I Dig You (Face B du 45 tours de Cult Hero, 12/1979)                                                          | 3:40  |
| 3.  | Another Journey by Train (group home instrumental demo, 01/1980)                                              | 3:12  |
| 4.  | Secrets (group home instrumental demo, 01/1980)                                                               | 3:40  |
| 5.  | Seventeen Seconds (live in Amsterdam, 01/1980)                                                                | 3:59  |
| 6.  | In Your House (live in Amsterdam, 01/1980 - figure sur la version cassette de l'album Concert: The Cure Live) | 3:32  |
| 7.  | Three (alternate studio mix, 02/1980)                                                                         | 2:45  |
| 8.  | I Dig You (Cult Hero live at the Marquee Club, London, 03/1980)                                               | 3:36  |
| 9.  | I'm a Cult Hero (Cult Hero live at the Marquee Club, London, 03/1980)                                         | 3:21  |
| 10. | M (live in Arnhem, 05/1980)                                                                                   | 2:56  |
| 11. | The Final Sound (live in France, 06/1980)                                                                     | 0:26  |
| 12. | A Reflection (live in France, 06/1980)                                                                        | 1:39  |
| 13. | Play for Today (live in France, 06/1980)                                                                      | 3:46  |
| 14. | At Night (live in France, 06/1980 - figure sur la version cassette de l'album Concert: The Cure Live)         | 5:37  |
| 15. | A Forest (live in France, 06/1980)                                                                            | 6:28  |

## Classements
| Classement (1980)             | Meilleure place |
| ----------------------------- | --------------- |
| Australie (Kent Music Report) | 39              |
| Nouvelle-Zélande (RIANZ)      | 9               |
| Pays-Bas (Mega Album Top 100) | 15              |
| Royaume-Uni (UK Albums Chart) | 20              |

| Classement (2005)            | Meilleure place |
| ---------------------------- | --------------- |
| Belgique (Wallonie Ultratop) | 78              |
| France (SNEP)                | 80              |

| Classement (2020)                   | Meilleure place |
| ----------------------------------- | --------------- |
| Écosse (OCC)                        | 28              |
| États-Unis (Billboard 200)          | 186             |
| États-Unis (Top Alternative Albums) | 21              |
| États-Unis (Top Rock Albums)        | 36              |
| États-Unis (Vinyl Albums)           | 7               |
| Grèce (IFPI Greece)                 | 9               |
| Royaume-Uni (UK Albums Chart)       | 78              |

| Classement (1980)        | Position |
| ------------------------ | -------- |
| Nouvelle-Zélande (RIANZ) | 35       |

| Classement (1981)        | Position |
| ------------------------ | -------- |
| Nouvelle-Zélande (RIANZ) | 22       |

## Certifications
| Pays                    | Certification | Date | Unités certifiées |
| ----------------------- | ------------- | ---- | ----------------- |
| France (SNEP)           | Or            | 1986 | 100 000           |
| Nouvelle-Zélande (RMNZ) | Platine       | 1981 | 15 000            |